# Erechthias synclera
Erechthias synclera är en fjärilsart som beskrevs av Bradley 1962. Erechthias synclera ingår i släktet Erechthias och familjen äkta malar.
Artens utbredningsområde är Vanuatu. Inga underarter finns listade i Catalogue of Life.